# 山东民系
山东人是指长期居住在山东，或出生地、戶籍、籍貫在中華人民共和國山东省的漢族人，使用冀魯官話、膠遼官話，山东人并没很严格的定义，使得其总人口不好统计，基本上可以认为是山东省人口数，更广义加上东北及海外的山东移民及后代，人数可超过一亿。聚居在山东全省，东北大部分地区尤其是辽东半岛地区。

## 人口
2010年山东省全省常住人口为9579.31万人，其中具有大学受教育程度的为832.87万人，具有高中受教育程度的为1332.26万人，具有初中受教育程度的为3846.82万人，具有小学受教育程度的为2391.24万人，文盲人口为475.73万人，文盲率为4.97%。山东省义务教育实现较高水平，2014年全省小学学龄儿童净入学率为99.98%，义务教育巩固率为92.76%。截至2014年底，全省有80岁以上老年人达261.5万，100岁以上老年人达5932人。2000年平均预期寿命是73.42岁，2010年达到76.46岁，2016年有望达到78岁。截止2015年3月份，山东省境内有55个少数民族，常住人口72万人，占全省总人口的0.75%。其中，回族人口54万人，占全省少数民族总人口的75%。

### 引用
1. ↑  . 山东省人民政府. 《山东省2010年第六次全国人口普查主要数据公报》.   [2016-11-28]. （原始内容存档于2016-10-02）.
2. ↑  . 山东省教育厅. 2015年2月12日  [2016-11-28]. （原始内容存档于2016年11月29日）.
3. ↑  郭学军. . 大众网. 生活日报. 2016-06-27  [2016-12-03]. （原始内容存档于2016-12-20）.